# Ali Dad
Ali Dad (* 1964) ist ein ehemaliger afghanischer Ringer.
Er nahm 1988 an den Olympischen Spielen in Seoul teil. Er startete im Freistil im Federgewicht und erreichte mit einem Sieg und zwei Niederlagen die dritte Runde. Bei der Dopingkontrolle wurde er positiv auf Furosemid getestet und von den Spielen ausgeschlossen.